# Les Premiers-Sapins
Les Premiers-Sapins es una comuna nueva francesa situada en el departamento de Doubs, de la región de Borgoña-Franco Condado.

## Historia
Fue creada el 1 de enero de 2016, en aplicación de una resolución del prefecto de Doubs de 30 de noviembre de 2015 con la unión de las comunas de Athose, Chasnans, Hautepierre-le-Châtelet, Nods, Rantechaux y Vanclans, pasando a estar el ayuntamiento en la antigua comuna de Nods.

## Demografía
| Gráfica de evolución demográfica de Les Premiers-Sapins entre 1800 y 2021 |
|                                                                           |

Los datos entre 1800 y 2021 son el resultado de sumar los parciales de las seis comunas que forman la nueva comuna de Les Premiers-Sapins, cuyos datos se han cogido de 1800 a 1999, para las comunas de Athose, Chasnans, Hautepierre-le-Châtelet, Nods, Rantechaux y Vanclans de la página francesa EHESS/Cassini. Los demás datos se han cogido de la página del INSEE.

## Composición
| Comuna delegada         | Código INSEE | Población (2013) | Superficie (km²) | Densidad (hab./km²) |
| ----------------------- | ------------ | ---------------- | ---------------- | ------------------- |
| Athose                  | 25028        | 181              | 7.63             | 24                  |
| Chasnans                | 25128        | 269              | 7.87             | 34                  |
| Hautepierre-le-Châtelet | 25302        | 110              | 9.61             | 11                  |
| Nods                    | 25424        | 591              | 11.78            | 50                  |
| Rantechaux              | 25480        | 183              | 5.71             | 32                  |
| Vanclans                | 25585        | 210              | 9.60             | 22                  |